# Linesfjorden
Linesfjorden er en fjord i Åfjord kommune i Trøndelag fylke i Norge. Fjorden går 15 kilometer nordover på syd- og østsiden af Linesøya, som den er opkaldt efter, til Stokkøya.
Fjorden starter i syd mellem Løkholman i vest og Lauvøya i øst. På østsiden af fjorden ligger Tårnes med Skråfjorden på den modsatte side af næsset. Ratvika er en lille bebyggelse på næsset lidt længere mod nord. Endnu længere mod nord ligger tre små fjordarme efter hinanden. Den sydligste er Paulen, så kommer Herfjorden og til slut Vikafjorden. 
Syd for Linesøya grænser Linesfjorden til en række holme og småøer i vest. Den største af disse er Ståløya. Mod nord i fjorden ligger Stokksund, og  derfra går der en vej over Purkholmen og Kjerkholmen til Stokkøya ved Stokkneset. Der ligger bygden Harsvika på sydsiden af øen. Fra Kjerkholmen gik der tidligere færge over fjorden til Linesøya. 
Mellem Linesøya og Stokkøya ligger sundet Lina, som går nordover til Flesafjorden.
Fylkesvejene 56 og 723 går langs dele af østsiden af fjorden.